# 聚果九节
聚果九节（学名：Psychotria morindoides），为茜草科九节属下的一个植物种。